# 林蔭泉
林蔭泉, （英語：Lam Yam Chuen) 又名林柳, 香港1900至1950年代建築商人，於1921年與譚肇康等創立香港建造商會，為香港建造商會創會會長, 林蔭泉在1921年與建造商譚肇康先生等成立了香港建造商會之後，分別被推舉並獲選為香港建造商會第一任和第二任的商會會長，彰顯了當時林蔭泉先生(即本港著名建造公司生利建築公司及東山建築公司的東主及創辦人)在香港本地建築業界舉足輕重的地位。

與此同時, 林蔭泉先生亦熱衷於香港慈善及公益事務, 在香港東華醫院, 廣華醫院, 及東華東院合併為東華三院之後, 在1932至1933年，林蔭泉先生分別出任香港東華三院首席總理，他亦在1930至1932年期間分別出任香港香港保良局兩屆連任總理，任內致力推動香港保良局總部的遷冊工程，並與當時多位的連任總理為香港保良局在銅鑼灣禮頓山及加路連山道一帶覓得重要用地成為今日香港保良局總局及總部的地址;  於當年香港保良局奠基典禮上，以保良局總理身份與當時港督貝璐爵士等主持開幕。當時出席主持的總理及政商界名人還包括周壽臣、馮平山、鄧肇堅、顏成坤、譚煥堂、梁弼予、羅旭龢、羅旭龢夫人、活雅倫、何東夫人麥秀英、何世亮。

由林蔭泉先生一手創立的生利建築公司，為本港最著名及大型承建和建造商，叱咤本地建築業界超過半個世紀，直至60 年代，生利建築公司分別承辦和興建多個在香港的工程項目，當中包括舊中環郵政總局，大潭篤水塘以及後期在20至30年代初在港島灣仔沿岸一帶進行的填海工程等。除此之外，由生利建築公司興建的工程項目亦包括，位於山頂的舊總督山頂別墅，現在位於上環的西港城亦即上環街市的前身，以及位於山頂的明德醫院。在20世紀初，生利建築公司的總部位於中環德輔道59號。https://industrialhistoryhk.org/sang-lee-co-%E7%94%9F%E5%88%A9%E5%BB%BA%E7%AF%89-leading-contractor-from-the-1900s-to-1950s/ （页面存档备份，存于）
在1905年8月，生利建築公司成功奪得興建中環舊郵政總局大樓的工程合約，中環舊郵政總局在1911年興建完成。直至1970年代，中環舊郵政總局亦被譽為香港建築師上其中一座最具代表性的建築物而且亦成為很多香港人的集體回憶，該中環舊郵政總局於1976年被拆卸並為當時準備興建中環地鐵站以及環球大廈的工程項目作準備。時至今日舊中環郵政總局的四枝經典主流石柱被移至香港嘉道理農場及香港動植物公園以供市民參觀和拍照留念。
到1912年10月，林蔭泉先生旗下的生利建築公司再次投得重要的大型工程項目，並於1918年在香港大潭一帶完成興建現在的大潭篤水庫，截至今日，當年大潭篤水庫由港督Sir Henry May 揭幕的時候的基石仍然可以見到建造商為生利建築公司Sang Lee & Co。

除此之外，生利建築公司亦分別在香港島中環和上環一帶興建了多項大型建築項目，當中最為人熟悉的著名建築物包括在1914年12月，在中環亞畢諾道落成的域多利監獄；以及在1914年和在1920年完成興建和落成的位於上環的舊上環街市(現在稱為西港城)。
在1921年10月，生利建築公司投得該項最大型的工程項目合約，即將為在香港島進行夷平灣仔摩理臣山用作灣仔海岸線的大型填海工程。由於工程之浩大，原定預計可以在六年完成的大型填海項目工程，結果要在預期兩年多才能夠在1929年5月完工。掌管生利建築公司超過¼世紀，到1925年，林蔭泉先生仍然繼續出任為該行的董事總經理，而生利建築公司的總部亦由1921年位於中環結志街24號遷往至堅尼地城一帶亦即當時著名的2號差館對面。

生利建築公司在1928年決定分拆為三間子公司繼續營運，原生利建築公司的主要業務和品牌分別由原公司的主要合夥人分拆到三間繼續以生利的名義經營的新公司，分別為生利1號及生利2號，新公司地址位於灣仔天樂里2號和8號，生利1號和生利2號的新公司主要由原生利建築公司的共同股東繼續經營，而生利3號則選擇了位於在灣仔譚臣道的地址開設新業務而且亦加入了新的合夥人和股東。林蔭泉先生的兒子林日乾Lam Yat Kuen亦成為了生利2號公司的合夥人。
林蔭泉先生後來成立了東山建築公司Tung Shan & Co，公司總部選址位於灣仔活道7號及17號。由1930年代至60/70年代，東山建築公司一直參與多項基建項目工程合約，當中包括興建新港督府的工程項目現稱為禮賓府及在50年代落成的位於銅鑼灣利園山道一帶的嶺英中學。東山建築公司一直由林蔭泉先生的長女梁林翠嬌女士繼續經營至1960-1970年代。